# Херцберг (Мекленбург)
Херцберг (нем. Herzberg) — коммуна в Германии, в земле Мекленбург-Передняя Померания.
Входит в состав района Пархим. Подчиняется управлению Эльденбург Любц. Население составляет 319 человек (на 31 декабря 2010 года). Занимает площадь 21,75 км². Официальный код — 13 0 60 033.
Коммуна подразделяется на 3 сельских округа.